# توني وارد (حكم كرة قدم)
توني وارد (بالإنجليزية: Tony Ward)‏ هو حكم كرة قدم بريطاني، ولد في 5 ديسمبر 1941.